# تاریخچه ایدز

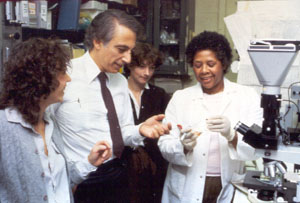
رابرت گالو، کاشف HIV در اوایل دهه هشتاد در میان (از چپ به راست) ساندرا اوا، ساندرا کلمبینی، و ارسل ریچاردسون.

ایدز اولین بار در سال ۱۹۸۱ در امریکا مشاهده شد. اولین مواردی که مشاهده شد در بین معتادان تزریقی و همچنین همجنسگرایان مرد قرار داشت که به دلیل نامعلومی سیستم دفاعی بدن آن‌ها ضعیف شده بود و علائم بیماری التهاب ریه نیوموسیستیک کارینی (PCP) در آن‌ها مشاهده می‌شد که این بیماری در افرادی دیده می‌شود که سیستم دفاعی بدنی ضعیفی دارند. سپس نوعی سرطان پوست نادر با نام کاپوسی سارکوما (KS) در میان مردان همجنسگرای گزارش شد. موارد بیشتری از بیماری PCP و KS مشاهده شد و این زنگ خطری برای مرکز پیشگیری و کنترل بیماری بود و گروهی از طرف این مرکز برای بررسی این واقعه تشکیل شد.
در آن اوایل مرکز کنترل بیماری هنوز نامی رسمی برای این بیماری انتخاب نکرده بود و معمولاً نام این بیماری را با بیماری که مریض با آن در ارتباط بود بیان می‌کردند، برای مثال تا قبل از کشف HIV از نام لنفادنوپاتی که بیماری عامل بود استفاده می‌شد. همچنین اسامی مانند سارکوم کاپوزی یا عفونت فرصت‌طلب نام‌هایی بوده‌اند که توسط این گروه در سال ۱۹۸۱ استفاده می‌شده‌است. 
از آنجا که این سندرم در هائیتی، همجنسگرایان، هموفیلی، و مصرف کنندگان هروئین ظاهر شده بود، مرکز کنترل بیماری عبارت «بیماری 4ه» را ابداع کرد. در مطبوعات از اصطلاح "گرید" که مخفف معادل انگلیسی عبارت نقص ایمنی مرتبط با همجنسگرایی استفاده می‌شد. اما بعداً که معلوم شد که ایدز فقط محدود به جامعه همجنسگرایان نمی‌شود، این نتیجه گرفته شد که استفاده از اصطلاح گرید گمراه‌کننده است و واژه ایدز در همایشی در ژوئیه ۱۹۸۲ معرفی شد. از سپتامبر ۱۹۸۲، مرکز کنترل بیماری از واژه ایدز برای نسبت دادن این بیماری استفاده کرد.
در سال ۱۹۸۳، دو گروه تحقیقاتی جداگانه به رهبری رابرت گالو و لوک مونتانیه به‌طور مستقل اعلام کردند که یک ویروس پسگرد جدید بیماران مبتلا به ایدز را آلوده کرده، و یافته‌هایشان را در همان شماره از مجله ساینس منتشر کردند.
گلو ادعا کرد که ویروسی که گروه خود از یک بیمار مبتلا به ایدز برای تحقیقات جدا کرده بود از نظر شکل کاملاً مشابه سایر ویروس‌های تی-لنفوتروپیک انسانی (HTLV) بوده که گروهش در همان ابتدا جدا کرده بود. گروه گالو نام آن ویروس را HTLV-III گذاشتند. در همان زمان، گروه مونتانیه ویروسی از یک بیمار مبتلا به تورم غدد لنفاوی گردن و ضعف فیزیکی که دو مشخصه از علائم ایدز است، جدا کرده بود. تناقض در گرازش‌های گروه گالو و مونتانیه و همکارانشان نشان می‌داد که هسته پروتئین‌های این ویروس از لحاظ ایمنی‌شناسی، کاملاً متفاوت از HTLV-I است. گروه مونتانیه اسم ویروسی که جدا کرده بودند را ویروس مرتبط با لنفادنوپاتی (LAV) گذاشتند. از آنجا که مشخص شد هر دوی این ویروس یکسان هستند، در سال ۱۹۸۶ LAV و HTLV-III هر دو به HIV تغییر نام دادند.

## منشأ
به نظر می‌رسد که هر دو ویروس HIV-1 و HIV-2 در اصل متعلق به نخستی‌سانان مرکز افریقا بوده و در اوایل قرن بیستم به بدن انسان منتقل شده‌اند. به نظر می‌آید که ویروس HIV-1 در اصل متعلق به مناطق جنوبی کامرون و تکامل یافتهٔ ویروس نقص ایمنی میمونی (SIV) که در میان شمپانزه‌های وحشی شیوع دارد، بوده‌است. همچنین ویروس HIV-2 تکامل یافتهٔ ویروس SIV میان گونه‌ای میمون به نام منگابی دودی بوده‌است که در غرب افریقا (از جنوب سنگال تا غرب ساحل عاج) زندگی می‌کرده‌است. پخ‌بینیانی مانند میمون شب نسبت به ویروس HIV-1 مقاوم هستند و این احتمالاً به دلیل یک نوع ژن پیوندی دو گونه مقاوم ویروس در آن‌ها می‌باشد.
به نظر می‌رسد که HIV-1 حداقل در سه مرحله جهش داشته و به سه گروه از ویروس‌های M، N و O جهش یافته است.
مدارکی موجود است که نشان می‌دهد انسان‌هایی که در شکار یا فروش حیوانات دخالت داشتند دچار ویروس SIV شده‌اند. اگرچه SIV ویروس ضعیفی است که سیستم دفاعی بدن انسان با آن مقابله می‌کند و بیش از چند هفته در بدن انسان باقی نمی‌ماند، اما انتقال سریع و متوالی آن بین انسان‌های مختلف زمان کافی را به این ویروس برای تبدیل آن به HIV می‌دهد. علاوه بر این، با توجه به نرخ پایین انتقال فرد به فرد بیماری، SIV فقط می‌تواند از طریق تعداد زیادی افراد در معرض خطر پخش شود که باور بر این است که تا قبل از قرن بیستم چنین جمعیتی وجود نداشته‌است.
راه‌های انتقال پرخطر بسته به زمان انتقال از حیوان به انسان به ویروس این امکان را می‍دهد که با انسان سازگار شود و در بین جامعه پخش گردد. مطالعات ژنتیکی ویروسی نشان می‌دهد که اجداد گروه HIV-1 M به سال ۱۹۱۰ بر می‌گردد. افرادی که مدعی هستند که HIV در این تاریخ شیوع یافته، آن را به ظهور و رشد استعمار و شهرهای مستعمره آفریقایی ارتباط می‌دهند که منجر به تغییرات اجتماعی شامل بی بند و باری جنسی، گسترش تن‌فروشی، و بیماری‌های زخم تناسلی (مانند سیفیلیس) در شهرهای مستعمره شده‌است. در حالی که میزان انتقال HIV در رابطه جنسی واژینال در حالت عادی کم است، اما اگر یکی از طرفین مبتلا به یک بیماری آمیزشی عفونی باشد، احتمال انتقال هم افزایش خواهد یافت. در اوایل دهه ۱۹۰۰ شهرهای مستعمره به دلیل شیوع بالای تن‌فروشی و بیماری‌های زخم تناسلی معروف بودند و به نظر می‌رسید که در سال ۱۹۲۸ به اندازه ۴۵% زنان ساکن کینشاسا شرقی تن‌فروشی می‌کردند و در سال ۱۹۳۳ در حدود ۱۵% ساکنان همان شهر به یکی به بیماری سیفیلیس مبتلا شده بودند.
از نگاهی دیگر مشاهده می‌شود که اعمال خطرناک پزشکی در آفریقا در طول جنگ جهانی دوم، مانند استریل نبودن، استفاده مجدد از سرنگ‌ها در واکسن‌های عمومی، آنتی‌بیوتیک و آنتی‌مالاریا از عواملی بوده‌اند که باعث پخش ویروس و سازگاری آن با انسان‌ها شده‌است.
بررسی نمونه‌های خونی به جا مانده از گذشته نشان می‌دهد که اولین انسانی که مبتلا به ایدز شده در سال ۱۹۵۹ کنگو. جان خود از دست داده‌است. این نخستین و قدیمی‌ترین مورد مرگ شناخته شده در اثر ابتلا به این بیماری محسوب می‌شود. همچنین ممکن است ویروس اچ‌آی‌وی نخستین بار در سال ۱۹۶۶ به آمریکا رسیده باشد، ولی عمده شیوع HIV مربوط به خارج از صحرای آفریقا (و همچنین امریکا) می‌شود و می‌توان آن را به فردی ناشناس و مبتلا به ایدز نسبت داد که در هائیتی زندگی می‌کرده‌است و با ورود به امریکا در سال ۱۹۶۹ به آن شیوع بخشیده‌است. پس از آن به سرعت بین گروه‌های پرخطر (در ابتدا در بین مردان همجنس‌گرا) پخش شد. در سال ۱۹۷۸ شیوع ویروس HIV-1 در بین مردان همجنس‌گرای ساکن نیویورک و سان فرانسیسکو ، ۵ درصد تخمین زده شد که بیانگر این است که هزاران نفر در ایالات متحده مبتلاً به ایدز بوده‌اند.